# Tvalchrelidzeïta
La tvalchrelidzeïta és un mineral de la classe dels sulfurs. Rep el nom d’Alexander Anton Tvalchrelidze (19 de novembre (1 de desembre) de 1881, Stanitsa Batalpashinskaya, Imperi Rus (actual Cherkessk, Rússia) - 29 de juliol de 1957, Tbilisi, Geòrgia), acadèmic i fundador de l'escola mineralogico-petrogràfica, l'Acadèmia de Ciències de Geòrgia, el 1919. Va escriure els primers manuals de cristal·lografia en georgià. També va dirigir nombroses expedicions que van descobrir jaciments útils de metalls, marbre, i en particular, jaciments d'argila.

## Característiques
La tvalchrelidzeïta és una sulfosal de fórmula química Hg₃SbAsS₃. Va ser aprovada com a espècie vàlida per l'Associació Mineralògica Internacional l'any 1974, sent publicada per primera vegada un any més tard. Cristal·litza en el sistema monoclínic. La seva duresa a l'escala de Mohs és 3.
Segons la classificació de Nickel-Strunz, la tvalchrelidzeïta pertany a «02.GC - Poli-sulfarsenits» juntament amb els següents minerals: hatchita, wal·lisita, sinnerita, watanabeïta, simonita, quadratita, manganoquadratita, smithita, trechmannita, aleksita, kochkarita, poubaïta, rucklidgeïta, babkinita, saddlebackita i mutnovskita.

## Formació i jaciments
Va ser descoberta al dipòsit d'arsènic, antimoni i mercuri de Gomi, situat al districte d'Oni, Geòrgia. També ha estat descrita a Rússia, el Kirguizstan, el Canadà i els Estats Units.